# Österrike i olympiska sommarspelen 2012
Österrike deltog i olympiska sommarspelen 2012 som ägde rum i London i Storbritannien mellan den 27 juli och den 12 augusti 2012.

## Badminton
- Huvudartikel: Basket vid olympiska sommarspelen 2012

| Spelare             | Gren       | Gruppnivå                     | Gruppnivå                  | Gruppnivå         | Gruppnivå        | Eliminering       | Kvartsfinal       | Semifinal         | Final / brons     | Final / brons |
| Spelare             | Gren       | Motståndare Poäng             | Motståndare Poäng          | Motståndare Poäng | Placering        | Motståndare Poäng | Motståndare Poäng | Motståndare Poäng | Motståndare Poäng | Placering     |
| ------------------- | ---------- | ----------------------------- | -------------------------- | ----------------- | ---------------- | ----------------- | ----------------- | ----------------- | ----------------- | ------------- |
| Michael Lahnsteiner | Herrsingel | Santoso (INA) L 11–21, 7–21   | Must (EST) L 14–21, 18–21  | 3                 | Gick inte vidare | Gick inte vidare  | Gick inte vidare  | Gick inte vidare  | Gick inte vidare  |               |
| Simone Prutsch      | Damsingel  | Cheng S-c (TPE) L 11–21, 9–21 | Yiğit (TUR) L 18–21, 10–21 | 3                 | Gick inte vidare | Gick inte vidare  | Gick inte vidare  | Gick inte vidare  | Gick inte vidare  |               |

## Bordtennis
- Huvudartikel: Bordtennis vid olympiska sommarspelen 2012

Herrar
| Spelare                                    | Gren   | Inledande omgång     | Runda 1              | Runda 2              | Runda 3              | Runda 4               | Kvartsfinal          | Semifinal            | Final                | Final            |
| Spelare                                    | Gren   | Motståndare Resultat | Motståndare Resultat | Motståndare Resultat | Motståndare Resultat | Motståndare Resultat  | Motståndare Resultat | Motståndare Resultat | Motståndare Resultat | Placering        |
| ------------------------------------------ | ------ | -------------------- | -------------------- | -------------------- | -------------------- | --------------------- | -------------------- | -------------------- | -------------------- | ---------------- |
| Weixing Chen                               | Singel | BYE                  | BYE                  | Diduch (UKR) W 4–0   | Mattenet (FRA) W 4–0 | Ovtcharov (GER) L 0–4 | Gick inte vidare     | Gick inte vidare     | Gick inte vidare     | Gick inte vidare |
| Werner Schlager                            | Singel | BYE                  | BYE                  | Bobocica (ITA) W 4–2 | Wang H (CHN) L 1–4   | Gick inte vidare      | Gick inte vidare     | Gick inte vidare     | Gick inte vidare     | Gick inte vidare |
| Weixing Chen Robert Gardos Werner Schlager | Lag    | i.u.                 | i.u.                 | i.u.                 | i.u.                 | Egypten W 3–0         | Tyskland L 0–3       | Gick inte vidare     | Gick inte vidare     | Gick inte vidare |

Damer
| Spelare                          | Gren   | Inledande omgång     | Runda 1              | Runda 2               | Runda 3              | Runda 4              | Kvartsfinal          | Semifinal            | Final                | Final            |
| Spelare                          | Gren   | Motståndare Resultat | Motståndare Resultat | Motståndare Resultat  | Motståndare Resultat | Motståndare Resultat | Motståndare Resultat | Motståndare Resultat | Motståndare Resultat | Placering        |
| -------------------------------- | ------ | -------------------- | -------------------- | --------------------- | -------------------- | -------------------- | -------------------- | -------------------- | -------------------- | ---------------- |
| Jia Liu                          | Singel | BYE                  | BYE                  | Privalova (BLR) W 4–2 | Kim K-A (KOR) L 1–4  | Gick inte vidare     | Gick inte vidare     | Gick inte vidare     | Gick inte vidare     | Gick inte vidare |
| Li Qianbing                      | Singel | BYE                  | BYE                  | Zhang (CAN) W 4–0     | Ishikawa (JPN) L 2–4 | Gick inte vidare     | Gick inte vidare     | Gick inte vidare     | Gick inte vidare     | Gick inte vidare |
| Jia Liu Li Qianbing Amelie Solja | Lag    | i.u.                 | i.u.                 | i.u.                  | i.u.                 | Hongkong L 1–3       | Gick inte vidare     | Gick inte vidare     | Gick inte vidare     | Gick inte vidare |

## Brottning
- Huvudartikel: Brottning vid olympiska sommarspelen 2012

Herrar, grekisk-romersk stil
| Brottare         | Gren   | Kvalomgång           | Åttondelsfinal         | Kvartsfinal          | Semifinal            | Återkval 1           | Återkval 2           | Final / brons        | Final / brons |
| Brottare         | Gren   | Motståndare Resultat | Motståndare Resultat   | Motståndare Resultat | Motståndare Resultat | Motståndare Resultat | Motståndare Resultat | Motståndare Resultat | Placering     |
| ---------------- | ------ | -------------------- | ---------------------- | -------------------- | -------------------- | -------------------- | -------------------- | -------------------- | ------------- |
| Amer Hrustanovic | -84 kg | Lee S-Y (KOR) W 3–0  | Janikowski (POL) L 0–5 | Gick inte vidare     | Gick inte vidare     | Gick inte vidare     | Gick inte vidare     | Gick inte vidare     | 10            |

## Cykling
- Huvudartikel: Cykling vid olympiska sommarspelen 2012

### Landsväg
Herrar
| Cyklist        | Gren                | Tid     | Placering |
| -------------- | ------------------- | ------- | --------- |
| Bernhard Eisel | Herrarnas linjelopp | 5:46:37 | 36        |
| Daniel Schorn  | Herrarnas linjelopp | 5:46:37 | 81        |

### Mountainbike
| Cyklist            | Gren                  | Tid     | Placering |
| ------------------ | --------------------- | ------- | --------- |
| Alexander Gehbauer | Herrarnas terränglopp | 1:31:16 | 9         |
| Karl Markt         | Herrarnas terränglopp | 1:33:18 | 20        |
| Elisabeth Osl      | Damernas terränglopp  | 1:36:47 | 15        |

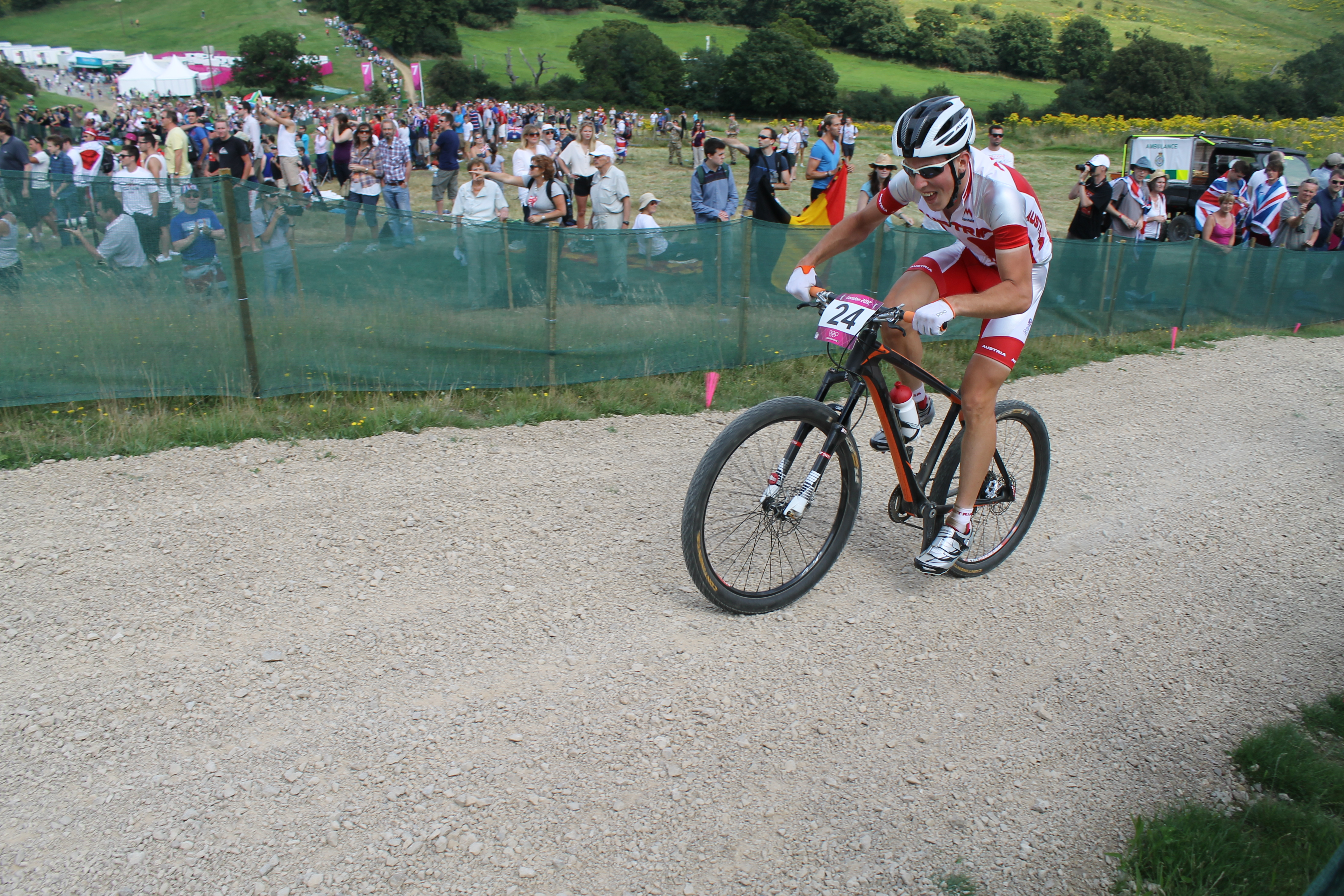
Alexander Gehbauer i herrarnas terränglopp
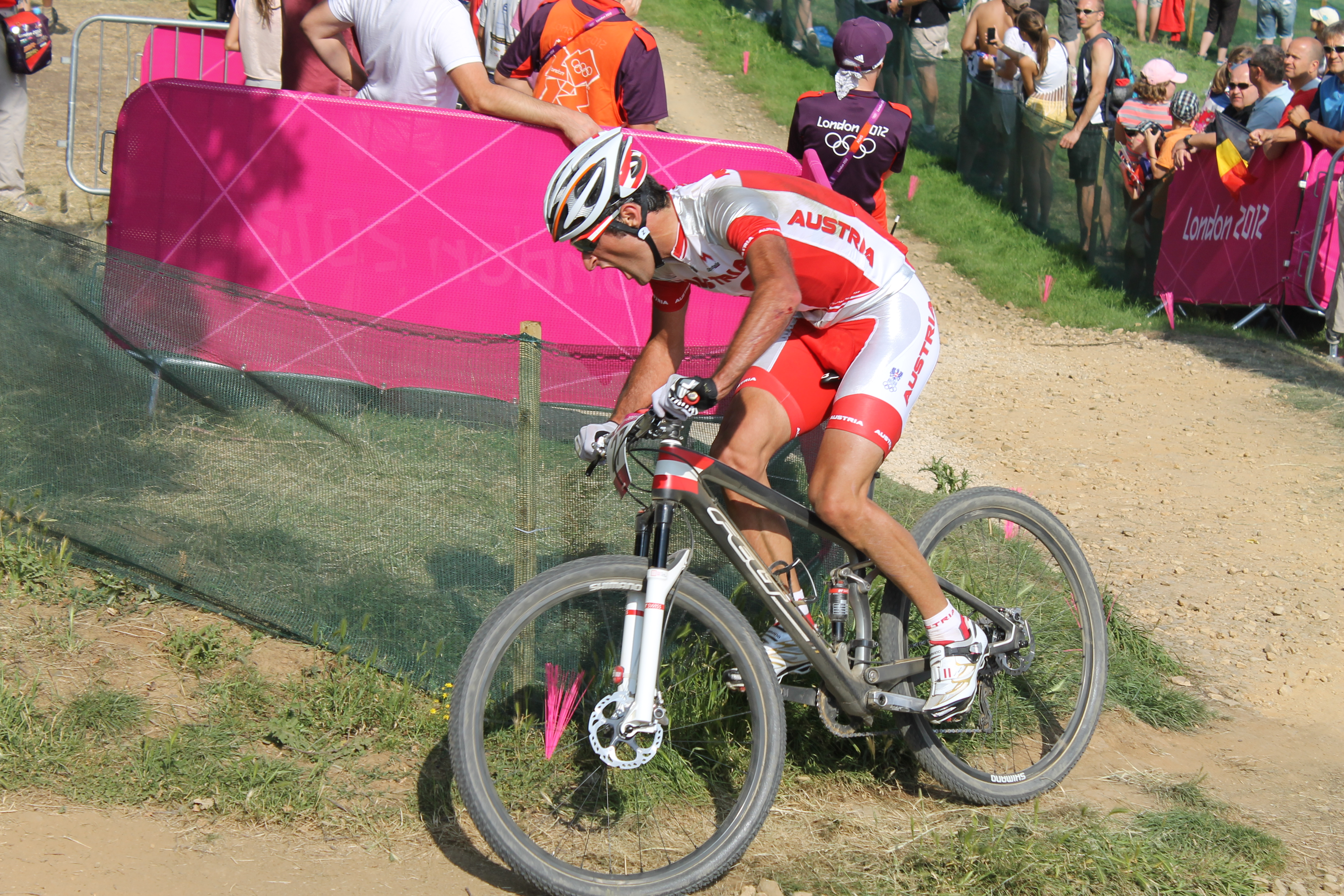
Karl Markt i herrarnas terränglopp

## Friidrott
- Huvudartikel: Friidrott vid olympiska sommarspelen 2012

Förkortningar
- Notera – Placeringar gäller endast den tävlandes eget heat
- Q = Kvalificerade sig till nästa omgång via placering
- q = Kvalificerade sig på tid eller, i fältgrenarna, på placering utan att ha nått kvalgränsen
- NR = Nationellt rekord
- N/A = Omgången inte möjlig i grenen
- Bye = Idrottaren behövde inte delta i omgången

Herrar
Bana och väg
| Idrottare          | Gren    | Heat     | Heat      | Semifinal        | Semifinal        | Final            | Final            |
| Idrottare          | Gren    | Resultat | Placering | Resultat         | Placering        | Resultat         | Placering        |
| ------------------ | ------- | -------- | --------- | ---------------- | ---------------- | ---------------- | ---------------- |
| Andreas Vojta      | 1 500 m | 3:43.52  | 12        | Gick inte vidare | Gick inte vidare | Gick inte vidare | Gick inte vidare |
| Günther Weidlinger | Maraton | i.u.     | i.u.      | i.u.             | i.u.             | DNF              | DNF              |

Fältgrenar
| Idrottare     | Gren           | Kval  | Kval      | Final            | Final            |
| Idrottare     | Gren           | Längd | Placering | Längd            | Placering        |
| ------------- | -------------- | ----- | --------- | ---------------- | ---------------- |
| Gerhard Mayer | Diskuskastning | 60.81 | 24        | Gick inte vidare | Gick inte vidare |

Damer
Bana och väg
| Idrottare     | Event      | Heat     | Heat      | Kvartsfinal | Kvartsfinal | Semifinal | Semifinal | Final    | Final     |
| Idrottare     | Event      | Resultat | Placering | Resultat    | Placering   | Resultat  | Placering | Resultat | Placering |
| ------------- | ---------- | -------- | --------- | ----------- | ----------- | --------- | --------- | -------- | --------- |
| Andrea Mayr   | Maraton    | i.u.     | i.u.      | i.u.        | i.u.        | i.u.      | i.u.      | 2:34:51  | 54        |
| Beate Schrott | 100 m häck | i.u.     | i.u.      | 13.09       | 1 Q         | 12.83     | 2 Q       | 13.07    | 8         |

Fältgrenar
| Idrottare       | Gren          | Kval  | Kval      | Final            | Final            |
| Idrottare       | Gren          | Längd | Placering | Längd            | Placering        |
| --------------- | ------------- | ----- | --------- | ---------------- | ---------------- |
| Elisabeth Eberl | Spjutkastning | 49.66 | 37        | Gick inte vidare | Gick inte vidare |

Kombinerade grenar – sjukamp
| Idrottare   | Gren     | 100H  | HJ   | SP    | 200 m | LJ   | JT    | 800 m   | Final | Placering |
| ----------- | -------- | ----- | ---- | ----- | ----- | ---- | ----- | ------- | ----- | --------- |
| Ivona Dadic | Resultat | 14.58 | 1.80 | 12.19 | 24.29 | 6.00 | 41.82 | 2:15.90 | 5935  | 25        |
| Ivona Dadic | Poäng    | 898   | 978  | 674   | 953   | 850  | 702   | 880     | 5935  | 25        |

## Fäktning
- Huvudartikel: Fäktning vid olympiska sommarspelen 2012

Herrar
| Idrottare        | Gren                  | Omgång 1          | Omgång 2           | Omgång 3          | Kvartsfinal       | Semifinal         | Final / BM        | Final / BM       |
| Idrottare        | Gren                  | Motståndare Poäng | Motståndare Poäng  | Motståndare Poäng | Motståndare Poäng | Motståndare Poäng | Motståndare Poäng | Placering        |
| ---------------- | --------------------- | ----------------- | ------------------ | ----------------- | ----------------- | ----------------- | ----------------- | ---------------- |
| Roland Schlosser | Florett, individuellt | Bye               | Lei S (CHN) L 9–15 | Gick inte vidare  | Gick inte vidare  | Gick inte vidare  | Gick inte vidare  | Gick inte vidare |

## Gymnastik
- Huvudartikel: Gymnastik vid olympiska sommarspelen 2012

### Artistisk
Herrar
| Idrottare         | Gren     | Kval    | Kval    | Kval    | Kval    | Kval    | Kval    | Kval   | Kval      | Final            | Final            | Final            | Final            | Final            | Final            | Final            | Final            |
| Idrottare         | Gren     | Redskap | Redskap | Redskap | Redskap | Redskap | Redskap | Totalt | Placering | Redskap          | Redskap          | Redskap          | Redskap          | Redskap          | Redskap          | Totalt           | Placering        |
| Idrottare         | Gren     | F       | PH      | R       | V       | PB      | HB      | Totalt | Placering | F                | PH               | R                | V                | PB               | HB               | Totalt           | Placering        |
| ----------------- | -------- | ------- | ------- | ------- | ------- | ------- | ------- | ------ | --------- | ---------------- | ---------------- | ---------------- | ---------------- | ---------------- | ---------------- | ---------------- | ---------------- |
| Fabian Leimlehner | Mångkamp | 12.966  | 12.100  | 13.633  | 14.966  | 14.200  | 13.533  | 81.398 | 39        | Gick inte vidare | Gick inte vidare | Gick inte vidare | Gick inte vidare | Gick inte vidare | Gick inte vidare | Gick inte vidare | Gick inte vidare |

Damer
| Idrottare      | Gren     | Kval    | Kval    | Kval    | Kval    | Kval   | Kval      | Final            | Final            | Final            | Final            | Final            | Final            |
| Idrottare      | Gren     | Redskap | Redskap | Redskap | Redskap | Totalt | Placering | Redskap          | Redskap          | Redskap          | Redskap          | Totalt           | Placering        |
| Idrottare      | Gren     | F       | V       | UB      | BB      | Totalt | Placering | F                | V                | UB               | BB               | Totalt           | Placering        |
| -------------- | -------- | ------- | ------- | ------- | ------- | ------ | --------- | ---------------- | ---------------- | ---------------- | ---------------- | ---------------- | ---------------- |
| Barbara Gasser | Mångkamp | 12.133  | 13.700  | 12.800  | 12.000  | 50.633 | 46        | Gick inte vidare | Gick inte vidare | Gick inte vidare | Gick inte vidare | Gick inte vidare | Gick inte vidare |

### Rytmisk
| Idrottare      | Gren         | Kval   | Kval     | Kval   | Kval   | Kval    | Kval      | Final            | Final            | Final            | Final            | Final            | Final            |
| Idrottare      | Gren         | Boll   | Tunnband | Käglor | Band   | Totalt  | Placering | Boll             | Tunnband         | Käglor           | Band             | Totalt           | Placering        |
| -------------- | ------------ | ------ | -------- | ------ | ------ | ------- | --------- | ---------------- | ---------------- | ---------------- | ---------------- | ---------------- | ---------------- |
| Caroline Weber | Individuellt | 25.950 | 25.925   | 26.725 | 26.350 | 104.950 | 18        | Gick inte vidare | Gick inte vidare | Gick inte vidare | Gick inte vidare | Gick inte vidare | Gick inte vidare |

## Judo
| Idrottare         | Gren                           | 32-delsfinal              | Sextondelsfinal            | Åttondelsfinal                | Kvartsfinal             | Semifinal            | Återkval                      | Bronsmatch           | Final                | Final            |
| Idrottare         | Gren                           | Motståndare Resultat      | Motståndare Resultat       | Motståndare Resultat          | Motståndare Resultat    | Motståndare Resultat | Motståndare Resultat          | Motståndare Resultat | Motståndare Resultat | Placering        |
| ----------------- | ------------------------------ | ------------------------- | -------------------------- | ----------------------------- | ----------------------- | -------------------- | ----------------------------- | -------------------- | -------------------- | ---------------- |
| Ludwig Paischer   | Extra lättvikt (-60 kg) Herrar | Gnahoui (BEN) W 0100–0000 | Sobirov (UZB) L 0210–0000  | Gick inte vidare              | Gick inte vidare        | Gick inte vidare     | Gick inte vidare              | Gick inte vidare     | Gick inte vidare     | Gick inte vidare |
| Sabrina Filzmoser | Lättvikt (-57 kg) Damer        | i.u.                      | Melançon (CAN) W 0100–0010 | Diédhiou (SEN) W 1001–0001    | Pavia (FRA) L 0002–0031 | Gick inte vidare     | Quintavalle (ITA) L 0001–0100 | Gick inte vidare     | Gick inte vidare     | 7                |
| Hilde Drexler     | Halv mellanvikt (-63 kg) Damer | i.u.                      | Zouak (MAR) W 0011–0000    | Schlesinger (ISR) L 0001–0002 | Gick inte vidare        | Gick inte vidare     | Gick inte vidare              | Gick inte vidare     | Gick inte vidare     | Gick inte vidare |

## Kanotsport
Slalom
| Kanotist        | Gren                | Omgång 1 | Omgång 1  | Omgång 1 | Omgång 1  | Omgång 1 | Omgång 1  | Semifinal | Semifinal | Final  | Final     |
| Kanotist        | Gren                | Omgång 1 | Placering | Omgång 2 | Placering | Bästa    | Placering | Tid       | Placering | Tid    | Placering |
| --------------- | ------------------- | -------- | --------- | -------- | --------- | -------- | --------- | --------- | --------- | ------ | --------- |
| Helmut Oblinger | Herrarnas K1 slalom | 88.81    | 5         | 92.66    | 14        | 88.81    | 10 Q      | 98.99     | 7 Q       | 104.28 | 8         |
| Corinna Kuhnle  | Damernas K1 slalom  | 160.06   | 16        | 101.77   | 5         | 101.77   | 7 Q       | 111.07    | 5 Q       | 169.30 | 10        |

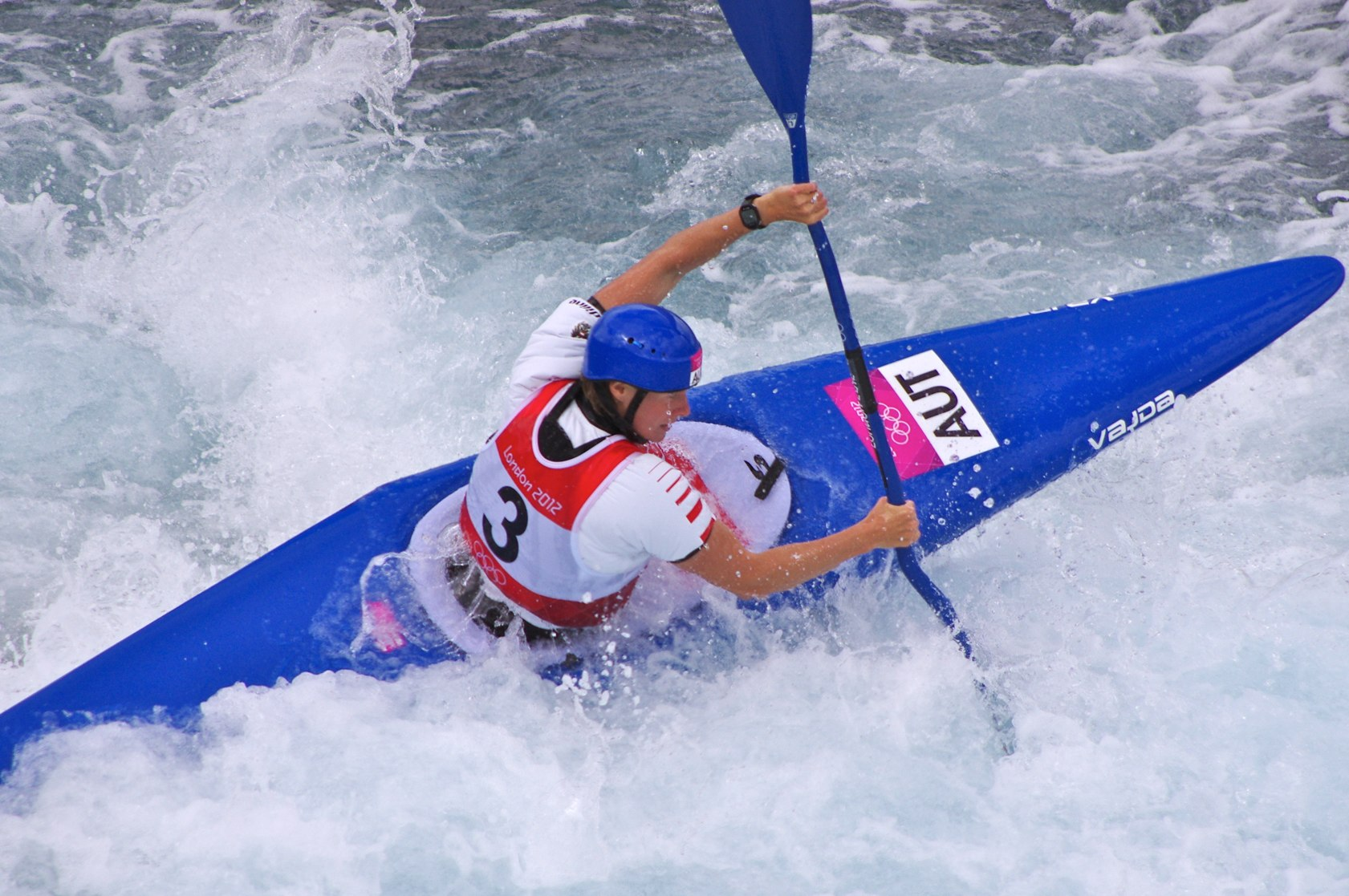
Corinna Kuhnle i damernas K1-semifinal

Sprint
| Kanotist                         | Gren              | Heat     | Heat      | Semifinal | Semifinal | Final    | Final     |
| Kanotist                         | Gren              | Tid      | Placering | Tid       | Placering | Tid      | Placering |
| -------------------------------- | ----------------- | -------- | --------- | --------- | --------- | -------- | --------- |
| Yvonne Schuring Viktoria Schwarz | Damernas K2 500 m | 1:46.374 | 4 Q       | 1:42.317  | 2 FA      | 1:44.785 | 5         |

## Konstsim
| Idrottare                | Gren           | Teknisk rutin | Teknisk rutin | Fri rutin (inledande) | Fri rutin (inledande)  | Fri rutin (inledande) | Fri rutin (final) | Fri rutin (final)      | Fri rutin (final) |
| Idrottare                | Gren           | Poäng         | Placering     | Poäng                 | Totalt (teknisk + fri) | Placering             | Placering         | Totalt (teknisk + fri) | Placering         |
| ------------------------ | -------------- | ------------- | ------------- | --------------------- | ---------------------- | --------------------- | ----------------- | ---------------------- | ----------------- |
| Nadine Brandl Livia Lang | Damernas duett | 82.000        | 19            | 81.850                | 163.850                | 19                    | Gick inte vidare  | Gick inte vidare       | Gick inte vidare  |

## Ridsport

### Dressyr
| Ryttare              | Häst     | Grand Prix | Grand Prix | Grand Prix Special | Grand Prix Special | Grand Prix Freestyle | Grand Prix Freestyle | Placering |
| Ryttare              | Häst     | Poäng      | Placering  | Poäng              | Placering          | Poäng                | Placering            | Placering |
| -------------------- | -------- | ---------- | ---------- | ------------------ | ------------------ | -------------------- | -------------------- | --------- |
| Victoria Max-Theurer | Augustin | 73,267     | 17         | 73,619             | 17                 | 79,053               | 13                   | 13        |
| Renate Voglsang      | Fabriano | 69,635     | 34         | Ej kvalificerad    | Ej kvalificerad    | Ej kvalificerad      | Ej kvalificerad      | 34        |

### Fälttävlan
| Tävlande      | Häst     | Gren        | Dressyr | Dressyr   | Terrängbana | Terrängbana | Hoppning  | Hoppning  | Hoppning  | Hoppning  | Totalt | Totalt    |
| Tävlande      | Häst     | Gren        | Dressyr | Dressyr   | Terrängbana | Terrängbana | Kval      | Kval      | Final     | Final     | Totalt | Totalt    |
| Tävlande      | Häst     | Gren        | Straff  | Placering | Straff      | Placering   | Straff    | Placering | Straff    | Placering | Straff | Placering |
| ------------- | -------- | ----------- | ------- | --------- | ----------- | ----------- | --------- | --------- | --------- | --------- | ------ | --------- |
| Harald Ambros | O-Feltiz | Individuell | 69,5    | 71        | Utesluten   | Utesluten   | Utesluten | Utesluten | Utesluten | Utesluten |        | —         |

## Segling
Herrar
| Seglare                              | Gren      | Lopp | Lopp | Lopp | Lopp | Lopp | Lopp | Lopp | Lopp | Lopp | Lopp | Lopp | Summerad poäng | Finalplacering |
| Seglare                              | Gren      | 1    | 2    | 3    | 4    | 5    | 6    | 7    | 8    | 9    | 10   | M*   | Summerad poäng | Finalplacering |
| ------------------------------------ | --------- | ---- | ---- | ---- | ---- | ---- | ---- | ---- | ---- | ---- | ---- | ---- | -------------- | -------------- |
| Andreas Geritzer                     | Laser     | 6    | 20   | 22   | 16   | 6    | 28   | 23   | 22   | 32   | 16   | EL   | 158            | 20             |
| Florian Raudaschl                    | Finnjolle | 6    | 19   | 23   | 24   | 25   | 15   | 21   | 24   | 24   | 23   | EL   | 179            | 23             |
| Florian Reichstädter Matthias Schmid | 470       | 1    | 4    | 7    | 19   | 4    | 16   | 24   | 10   | 14   | 14   | 18   | 107            | 9              |

M = Medaljlopp; EL = Eliminerad – gick inte vidare till medaljloppet;
Damer
| Seglare                       | Gren | Lopp | Lopp | Lopp | Lopp | Lopp | Lopp | Lopp | Lopp | Lopp | Lopp | Lopp | Summerad poäng | Finalplacering |
| Seglare                       | Gren | 1    | 2    | 3    | 4    | 5    | 6    | 7    | 8    | 9    | 10   | M*   | Summerad poäng | Finalplacering |
| ----------------------------- | ---- | ---- | ---- | ---- | ---- | ---- | ---- | ---- | ---- | ---- | ---- | ---- | -------------- | -------------- |
| Eva-Maria Schimak Lara Vadlau | 470  | 20   | 15   | 15   | 16   | 18   | 13   | 20   | 18   | 10   | 19   | EL   | 143            | 20             |

M = Medaljlopp; EL = Eliminerad – gick inte vidare till medaljloppet;
Öppen
| Seglare                         | Gren | Lopp | Lopp | Lopp | Lopp | Lopp | Lopp | Lopp | Lopp | Lopp | Lopp | Lopp | Lopp | Lopp | Lopp | Lopp | Lopp | Summerad poäng | Finalplacering |
| Seglare                         | Gren | 1    | 2    | 3    | 4    | 5    | 6    | 7    | 8    | 9    | 10   | 11   | 12   | 13   | 14   | 15   | M*   | Summerad poäng | Finalplacering |
| ------------------------------- | ---- | ---- | ---- | ---- | ---- | ---- | ---- | ---- | ---- | ---- | ---- | ---- | ---- | ---- | ---- | ---- | ---- | -------------- | -------------- |
| Nico Delle-Karth Nikolaus Resch | 49er | 10   | 15   | 6    | 5    | 5    | 16   | 4    | 19   | 4    | 9    | 6    | 17   | 11   | 4    | 4    | 2    | 118            | 4              |

M = Medaljlopp; EL = Eliminerad – gick inte vidare till medaljloppet;

## Tennis
| Spelare                      | Gren       | Omgång 1                     | Omgång 2                                       | Åttondelsfinaler                      | Kvartsfinaler     | Semifinaler       | Final / BM        | Final / BM       |
| Spelare                      | Gren       | Motståndare Poäng            | Motståndare Poäng                              | Motståndare Poäng                     | Motståndare Poäng | Motståndare Poäng | Motståndare Poäng | Placering        |
| ---------------------------- | ---------- | ---------------------------- | ---------------------------------------------- | ------------------------------------- | ----------------- | ----------------- | ----------------- | ---------------- |
| Jürgen Melzer                | Herrsingel | Čilić (CRO) L 6–7(5–7), 2–6  | Gick inte vidare                               | Gick inte vidare                      | Gick inte vidare  | Gick inte vidare  | Gick inte vidare  | Gick inte vidare |
| Jürgen Melzer Alexander Peya | Herrdubbel | i.u.                         | A Murray / J Murray (GBR) W 5–7, 7–6(8–6), 7–5 | Ferrer / López (ESP) L 3–6, 6–3, 9–11 | Gick inte vidare  | Gick inte vidare  | Gick inte vidare  | Gick inte vidare |
| Tamira Paszek                | Damsingel  | Cornet (FRA) L 6–7(4–7), 4–6 | Gick inte vidare                               | Gick inte vidare                      | Gick inte vidare  | Gick inte vidare  | Gick inte vidare  | Gick inte vidare |

## Triathlon
| Triathlet        | Gren                | Simning (1,5 km) | Trans 1 | Cykling (40 km) | Trans 2 | Löpning (10 km) | Total tid | Placering |
| ---------------- | ------------------- | ---------------- | ------- | --------------- | ------- | --------------- | --------- | --------- |
| Andreas Giglmayr | Herrarnas triathlon | 18:57            | 0:43    | 58:45           | 0:28    | 32:21           | 1:51:14   | 40        |
| Lisa Perterer    | Damernas triathlon  | 20:17            | 0:45    | 1:10:12         | 0:35    | 37:23           | 2:09:12   | 48        |